# Leslie Burgin
Edward Leslie Burgin (13 juillet 1887 - 16 août 1945) est un homme politique libéral britannique, puis national libéral dans les années 1930. 

## Biographie
Fils d'Edward Lambert Burgin, avocat, il étudie le droit à l'Université de Londres et obtient un Bachelor of Laws de première classe, un LLB. en 1908 et un LL. D. en 1913. Il suit une formation d'avocat spécialisé en droit international et est directeur des études juridiques au Barreau. 
Il se présente à Hornsey quatre fois et East Ham North une fois, sans succès. Aux élections générales de 1929, Burgin est élu député libéral de Luton. Avec d'autres députés libéraux, il se joint aux libéraux-nationaux en 1931 et est nommé commissaire à la charité. En 1932, il est secrétaire parlementaire de la Chambre de commerce. Il est admis au Conseil privé lors du couronnement de 1937. 
En 1937, le premier ministre Neville Chamberlain nomme Burgin ministre des Transports. Deux ans plus tard, il est nommé premier ministre des Approvisionnements en avril 1939. Le poste n'ayant pas encore été établi par la loi, il est officiellement ministre sans portefeuille pendant les trois premiers mois. Sa nomination vise à faire appel à l'opinion libérale, mais est critiquée comme étant inappropriée - AJP Taylor décrit Burgin comme étant "un autre cheval des écuries bien approvisionnées de Caligula"  (à la suite des remarques contemporaines sur la nomination antérieure de Thomas Inskip comme ministre de la coordination de la défense). Lorsque Chamberlain est remplacé par Winston Churchill, Burgin ne reste pas dans le nouveau ministère de guerre. 
Burgin est mentionné dans le livre Guilty Men (1949) de Michael Foot, Frank Owen et Peter Howard (écrivant sous le pseudonyme de "Cato"), une attaque contre des personnalités publiques pour leur échec à se réarmer et leur apaisement de l'Allemagne nazie . 
Il prend sa retraite aux élections générales de 1945 avant de mourir en août 1945, à 58 ans. 